# بخش شومون
بخش شومون (به فرانسوی: Arrondissement de Chaumont) یک بخش در فرانسه است که در اوت-مارن واقع شده‌است.